# Jan Vranken (jurist)
Jan Bernardus Marie Vranken (Echt, 15 juni 1948 – 17 juni 2025) was een Nederlands jurist. Vranken was hoogleraar privaatrecht aan de Universiteit van Tilburg en advocaat-generaal bij de Hoge Raad der Nederlanden.

## Curriculum vitae
Vranken promoveerde in 1978 aan de Katholieke Universiteit Nijmegen bij Jan Leijten op het proefschrift Kritiek en methode in de rechtsvinding: Een onderzoek naar de betekenis van de hermeneutiek van H.G. Gadamer voor de analyse van het rechterlijk beslissingsgebeuren, waarin hij de betekenis van de hermeneutiek van Hans-Georg Gadamer voor de rechtsvinding onderzocht. Van 1983 tot 1997 was hij hoogleraar burgerlijk recht en burgerlijk procesrecht aan de Universiteit van Tilburg. Van 1992 tot 1997 was hij tevens advocaat-generaal bij de Hoge Raad der Nederlanden. Sinds 1997 was hij hoogleraar in de methodologie van het privaatrecht. In 2013 ging hij met emeritaat. 

## Publicaties
Vranken is de schrijver van drie delen in de toonaangevende Asser-serie: Algemeen Deel ** (uit 1995), Algemeen Deel *** (uit 2005) en Algemeen Deel **** (uit 2014). Zijn boeken gelden als standaardwerken over de rechtsvinding. Bij rechtsvinding is vooral de vraag: hoe komt een rechter tot zijn oordeel? Welke interpretatiemethoden hanteert een rechter? Verder heeft hij vele diepgravende en vernieuwende boeken, artikelen en annotaties geschreven, waaronder in 1989: Mededelings-, informatie- en onderzoeksplichten in het verbintenissenrecht. 

## Onderscheidingen
Vranken werd in 1993 benoemd tot lid van de Koninklijke Nederlandse Akademie van Wetenschappen in de afdeling Gedrags-, Maatschappij- en Rechtswetenschappen. Hij ontving in 2005 een eredoctoraat van de Universiteit Leiden (ere-promotor Hans Nieuwenhuis) alsmede het ridderschap in de Orde van de Nederlandse Leeuw.
Vranken overleed in juni 2025 op 77-jarige leeftijd.